# San Jacinto (Schiff, 1988)
San Jacinto war ein Lenkwaffenkreuzer, der von 1988 bis 2023 im Dienst der United States Navy stand. Sie gehörte der Ticonderoga-Klasse an und trug die Schiffskennung CG-56.

## Geschichte

### Name
San Jacinto wurde als drittes Schiff der United States Navy nach der Schlacht von San Jacinto des Jahres 1836 während der Texanischen Revolution bzw. nach dem Fluss San Jacinto River, dem Schauplatz der Schlacht, benannt.
Während der aktiven Dienstzeit in den Jahren 1988 bis 2023 war dem Namen das Präfix „U.S.S.“ als Abkürzung für United States Ship vorangestellt. Als Schiffskennung vergeben wurde das Kürzel CG für den Schiffstyp Cruiser, Guided Missile in Verbindung mit der innerhalb dieses Schiffstyps eindeutigen Kennnummer 56.
Vor dem Lenkwaffenkreuzer gab es bereits zwei Schiffe mit dem gleichen Namen bei der US-Navy: Von 1850 bis 1865 stand die Fregatte San Jacinto in Dienst und von 1943 bis 1947 der Leichte Flugzeugträger San Jacinto der Independence-Klasse.

### Bau
Die San Jacinto wurde 1983 bei Ingalls Shipbuilding in Auftrag gegeben und 1985 dort auf Kiel gelegt. Der Stapellauf fand nach einer Bauzeit von 16 Monaten statt, die Indienststellung fand Anfang 1988 statt.

### Einsätze
Der erste Einsatz der U.S.S. San Jacinto führte das Schiff 1989 ins Mittelmeer. Auch 1990 verlegte der Kreuzer ins Mittelmeer, wo sie an Operation Desert Shield teilnahm. 1991 war sie das erste Schiff, das einen Marschflugkörper des Typs BGM-109 Tomahawk im Gefecht abfeuerte. 1992 nahm die U.S.S. San Jacinto an der Übung UNITAS XXXIII teil und umfuhr den südamerikanischen Kontinent.
1993 besuchte die U.S.S. San Jacinto Wilhelmshaven im Rahmen des Wochenendes an der Jade. Dort lag sie für drei Tage in der Großen Seeschleuse in der 4. Einfahrt des Marinestützpunkts Heppenser Groden.
1994 fuhr der Kreuzer als Teil der Flugzeugträgerkampfgruppe um die George Washington ins Mittel- und Rote Meer. Zu Beginn wurde die Flugverbotszone über Bosnien durchgesetzt, später außerdem Truppenbewegungen des Irak beobachtet. 1996, wieder mit der George Washington, folgten Übungen mit der Russischen Marine im Mittelmeer. Danach fand die erste Überholung statt.
Im Anschluss, 1998, verlegte die San Jacinto mit der John C. Stennis in den Persischen Golf, wo sie an der Operation Southern Watch teilnahm. Die gleiche Aufgabe bei der Flugabwehr hatte der Kreuzer bei der Verlegung in den Golf im Jahr 2000, diesmal mit der Harry S. Truman.
Im Dezember 2002 fuhr das Schiff wieder mit der Harry S. Truman, schützte während der Operation Iraqi Freedom aber auch die Theodore Roosevelt. Aus dem Roten Meer verschoss die San Jacinto 29 Tomahawks auf Ziele im Irak.
Im Juni 2004, nach der Teilnahme an der Übung BALTOPS, besuchte die San Jacinto Deutschland, sie legte in Kiel an. Sie blieb vom 18. bis zum 21. Juni. Im Jahr 2006 folgten weitere Operationen mit der Theodore Roosevelt, im Frühling 2007 dann Trainingsfahrten mit der Harry S. Truman. Wiederum an der Seite der Harry S. Truman führte San Jacinto ab November 2007 Maritime Security Operations im Mittleren Osten durch. 2010 verlegte sie ohne Trägerbegleitung wiederum in den Persischen Golf.
Am 13. Oktober 2012 kam es zu einer Kollision zwischen dem Schiff und der Montpelier, einem amerikanischen U-Boot der Los-Angeles-Klasse. Nach Angabe der US Navy wurde niemand verletzt und beide Schiffe konnten aus eigener Kraft weiterfahren. Die Nachrichtenagentur Reuters berichtete unter Berufung auf eine anonyme Quelle, dass die Sonarkuppel beschädigt wurde.

### Außerdienststellung
U.S.S. San Jacinto wurde am 16. September 2023 in Naval Station Norfolk aus dem aktiven Dienst verabschiedet. Sie wurde am 29. September 2023 außer Dienst gestellt und aus der Flottenliste gestrichen. San Jacinto wurde dem NAVSEA Inactive Ships On-site Maintenance Office überstellt und zur Naval Inactive Ships Maintenance Facility (NISMF) in Philadelphia geschleppt, wo sie als technische Reserve (Logistic Support Asset) verbleibt.